# Pseudomallada basuto
Pseudomallada basuto is een insect uit de familie van de gaasvliegen (Chrysopidae), die tot de orde netvleugeligen (Neuroptera) behoort. 
Pseudomallada basuto is voor het eerst wetenschappelijk beschreven door Tjeder in 1966.